# أناة
الأناة في اللغة هي الحِلْم والوَقار، وأَنِيَ وتَأَنَّى واسْتأْنَى: تَثبَّت، ورجل آنٍ -على فاعل- أَي: كثير الأَناة والحِلْم. وتقول للرَّجل: إنَّه لذو أناةٍ، أي: لا يَعجَل في الأمور، وهو آنٍ: وقور.
- واصطلاحاً: التَّأنِّي والأناة هو: التَّثبُّت وترك العَجَلَة.[1]

| أناة | الأناة هي المبالغة في الرِّفق بالأمور والتَّسبُّب إليها. | أناة |

## الفرق بين الأناة والتَّؤُدَة والحِلْم
يرى كثير من العلماء أنَّ الأناة والحلم بنفس المعنى، فالحِلْم في كلام العرب هو الأناة والعقل، والسُّكون مع القدرة والقوَّة،
والأناة هي الحِلْم والوقار.
| أناة | فالأناة هي التَّمهُّل في تدبير الأمور، وترك التَّعجُّل. والحِلْم هو الإمهال بتأخير العقاب المستحق. | أناة |

والتُّؤدة: مفارقة الخفَّة في الأمور... فالتؤدة تفيد من هذا خلاف ما تفيد الأناة، وذلك أن الأناة تفيد مقاربة الأمر والتسبب إليه، والتُّؤدة تفيد مفارقة الخفَّة.

## الأناة في القرآن والسنة

### فيالقرآن
- قال الله تعالى: ﴿يَا أَيُّهَا الَّذِينَ آمَنُوا إِنْ جَاءَكُمْ فَاسِقٌ بِنَبَإٍ فَتَبَيَّنُوا أَنْ تُصِيبُوا قَوْمًا بِجَهَالَةٍ فَتُصْبِحُوا عَلَى مَا فَعَلْتُمْ نَادِمِينَ ۝٦﴾ [الحجرات: 6].

وقد قرأ جمهور القراء «فتبيَّنوا» أي مِن التَّبيُّن، وقرأ حمزة والكسائي: «فتثبَّتوا» أي مِن التَّثبُّت، والمراد مِن التَّبيُّن هو التَّعرُّف والتَّفحُّص، والمراد مِن التَّثبُّت هو الأناة وعدم العَجَلَة، والتَّبصُّر في الأمر الواقع والخبر الوارد حتى يتَّضح ويظهر.
- وقال تعالى: ﴿يَا أَيُّهَا الَّذِينَ آمَنُوا إِذَا ضَرَبْتُمْ فِي سَبِيلِ اللَّهِ فَتَبَيَّنُوا وَلَا تَقُولُوا لِمَنْ أَلْقَى إِلَيْكُمُ السَّلَامَ لَسْتَ مُؤْمِنًا تَبْتَغُونَ عَرَضَ الْحَيَاةِ الدُّنْيَا فَعِنْدَ اللَّهِ مَغَانِمُ كَثِيرَةٌ كَذَلِكَ كُنْتُمْ مِنْ قَبْلُ فَمَنَّ اللَّهُ عَلَيْكُمْ فَتَبَيَّنُوا إِنَّ اللَّهَ كَانَ بِمَا تَعْمَلُونَ خَبِيرًا ۝٩٤﴾ [النساء:94] [النِّساء: 94].

قال الطبري في تفسيرها: («فتبيَّنوا» أي تأنَّوا في قتل مَن أشكل عليكم أمره فلم تعلموا حقيقة إسلامه ولا كفره، ولا تعجلوا فتقتلوا مَن الْتَبَس عليكم أمره، ولا تتقدَّموا على قتل أحدٍ إلَّا على قتل مَن علمتموه -يقينًا- حرْبًا لكم ولله ولرسوله).
- وقال تعالى: ﴿هُوَ الَّذِي خَلَقَ السَّمَاوَاتِ وَالْأَرْضَ فِي سِتَّةِ أَيَّامٍ ثُمَّ اسْتَوَى عَلَى الْعَرْشِ يَعْلَمُ مَا يَلِجُ فِي الْأَرْضِ وَمَا يَخْرُجُ مِنْهَا وَمَا يَنْزِلُ مِنَ السَّمَاءِ وَمَا يَعْرُجُ فِيهَا وَهُوَ مَعَكُمْ أَيْنَ مَا كُنْتُمْ وَاللَّهُ بِمَا تَعْمَلُونَ بَصِيرٌ ۝٤﴾ [الحديد: 4].

(خلقها في ستَّة أيام -والله أعلم- لحكمتين:... الثَّانية: أنَّ الله علَّم عباده التُّؤدة والتَّأنِّي، وأنَّ الأهم إحكام الشَّيء لا الفراغ منه، حتى يتأنَّى الإنسان فيما يصنعه، فعلَّم الله -سبحانه- عباده التَّأنِّي في الأمور التي هم قادرون عليها).

### في السنة
روي عن أنس بن مالك  أن رسول اللّه ﷺ قال: 
| أناة | التَّأنِّي مِن الله، والعَجَلة مِن الشَّيطان. | أناة |

قال ابن القيم: (العَجَلَة مِن الشَّيطان فإنَّها خفَّةٌ وطيشٌ وحدَّةٌ في العبد تمنعه مِن التَّثبُّت والوقار والحِلْم، وتوجب له وضع الأشياء في غير مواضعها، وتجلب عليه أنواعًا من الشُّرور، وتمنع عنه أنواعًا من الخير).
وقال المناوي شارحاً للحديث: (التَّأنِّي مِن الله تعالى أي ممَّا يرضاه ويثيب عليه، والعَجَلَة مِن الشَّيطان أي هو الحامل عليها بوسوسته؛ لأنَّ العَجَلَة تمنع مِن التَّثبُّت، والنَّظر في العواقب).
روي عن سعد بن أبي وقاص  أن رسول اللّه ﷺ قال: 
| أناة | ((التُّؤدة في كلِّ شيء خيرٌ إلَّا في عمل الآخرة)). | أناة |

قال القاري: (التُّؤدة أي: التَّأنِّي، ((في كلِّ شيء)) أي: مِن الأعمال. ((خيرٌ)) أي: مستحسن، ((إلَّا في عمل الآخرة)) أي: لأنَّ في تأخير الخيرات آفات. ورُوِي أنَّ أكثر صياح أهل النَّار مِن تسويف العمل. قال الطِّيبي: وذلك لأنَّ الأمور الدُّنيويَّة لا يعلم عواقبها في ابتدائها أنَّها محمودة العواقب حتى يتعجَّل فيها، أو مذمومة فيتأخر عنها، بخلاف الأمور الأخرويَّة؛ لقوله تعالى: فَاسْتَبِقُوا الخَيْرَاتِ – وَسَارِعُواْ إِلَى مَغْفِرَةٍ مِّن رَّبِّكُمْ).
روي عن ابن عباس  أن رسول اللّه ﷺ قال: 
| أناة | قال ﷺ لأشجِّ عبد القيس: (إنَّ فيك خصلتين يحبُّهما الله: الحِلْم، والأناة). | أناة |

## أقوال العلماء والسلف في الأناة
- وقال أبو حاتم: (إنَّ العاجل لا يكاد يلحق، كما أنَّ الرَّافق لا يكاد يُسْبَق، والسَّاكت لا يكاد يندم، ومَن نطق لا يكاد يسلم، وإن العَجِل يقول قبل أن يعلم، ويجيب قبل أن يفهم، ويحمد قبل أن يجرِّب).[14]
- وقال أبو عثمان بن الحداد: (مَن تأنَّى وتثبَّت تهيَّأ له مِن الصَّواب ما لا يتهيَّأ لصاحب البديهة).[15]
- كتب عمرو بن العاص إلى معاوية يعاتبه في التَّأنِّي، فكتب إليه معاوية: (أما بعد، فإنَّ التَّفهُّم في الخبر زيادة ورشد، وإنَّ الرَّاشد مَن رشد عن العَجَلَة، وإنَّ الخائب مَن خاب عن الأناة، وإنَّ المتثبِّت مصيب، أو كاد أن يكون مصيبًا، وإنَّ العَجِل مخطئٌ أو كاد أن يكون مخطئًا).[16]

## يُوسُفنموذجًا
تأنَّى نبيُّ الله يوسف  مِن الخروج مِن السِّجن حتى يتحقَّق الملك ورعيَّته براءة ساحته، ونزاهة عرضه، وامتنع عن المبادرة إلى الخروج ولم يستعجل في ذلك.
قال تعالى: ﴿وَقَالَ الْمَلِكُ ائْتُونِي بِهِ فَلَمَّا جَاءَهُ الرَّسُولُ قَالَ ارْجِعْ إِلَى رَبِّكَ فَاسْأَلْهُ مَا بَالُ النِّسْوَةِ اللَّاتِي قَطَّعْنَ أَيْدِيَهُنَّ إِنَّ رَبِّي بِكَيْدِهِنَّ عَلِيمٌ ۝٥٠﴾ -سورة يوسف-
قال ابن عطية: (هذا الفعل مِن يوسف  أناةً وصبرًا وطلبًا لبراءة السَّاحة).

## التأني في واحة الشعر
قال الشَّاعر:
قال النَّابغة.:
وقال زهير:

## أهمية التأني وفوائده
- يحمي الإنسان من الوقوع في الخطأ والضلال وظلم الآخرين ومن ثم الندم.

وقال ابن عثيمين في شرح رياض الصالحين: (ما أكثر ما يهلك الإنسان ويزلُّ بسبب التَّعجُّل في الأمور، وسواء في نقل الأخبار، أو في الحكم على ما سمع، أو في غير ذلك. فمِن النَّاس -مثلًا- مَن يتخطَّف الأخبار بمجرَّد ما يسمع الخبر يحدِّث به، ينقله.. ومِن النَّاس مَن يتسرَّع في الحكم، سمع عن شخص شيئًا مِن الأشياء، ويتأكَّد أنَّه قاله، أو أنَّه فعله ثمَّ يتسرَّع في الحكم عليه، أنَّه أخطأ أو ضلَّ أو ما أشبه ذلك، وهذا غلط، التَّأنِّي في الأمور كلُّه خيرٌ).
- حماية الإنسان مِن كيد الشَّيطان وإغوائه له. (كما ورد في الحديث: (..والعجلة من الشيطان).
- نيل محبة الله. كما ورد في الحديث: (فيك خصلتان يحبهما الله الحلم والأناة).
- يعطي التأني انطباعاً ودليلاً على رجاحة العقل والنضج وسكينة النفس وعلو شأنها.